# Colonel (États-Unis)
Pour les articles homonymes, voir colonel.
Dans l'United States Army, l'Air Force et le Marine Corps, colonel est un grade militaire supérieur à celui de lieutenant-colonel et juste inférieur à celui de Brigadier-Général,.